# إيمولاس
إيمولاس هي جماعة قروية في إقليم تارودانت بجهة سوس ماسة جنوب المغرب. وهي تضم 8388 نسمة، حسب الإحصاء العام للسكان والسكنى لسنة 2014.
يقع مركز الجماعة على الطريق الإقليمية 1727، ويبعد عن مدينة تارودانت بـ 50 كلم.

## دواوير الجماعة
- دوار أفنسو
- دوار أسكا
- دوار تجاشت أرنكان
- دوار امسيرات
- دوار إيمولاس (مركز الجماعة)
- دوار زاوية تمسولت
- دوار الخومس
- دوار أسكا أيت وادجاس
- دوار أكرض أيت وادجاس
- دوار مشتكات
- دوار مكدل
- دوار تكنتورت
- دوار أسلون
- دوار إكنان
- دوار تكفلت
- دوار إخودامن
- دوار أزكور
- دوار تسدمرت
- دوار مليز
- دوار أيت منصور
- دوار تدرنوت
- دوار كيلالت
- دوار تماست
- دوار ويتكرازن
- دوار تنفاشت
- دوار تنمليل
- دوار تانسيمت
- دوار إغيل

## الجمعيات
قائمة الجمعيات في جماعة إيمولاس:
- جمعية توكاس للتنمية والأعمال الإجتماعية (دوار تنفاشت)
- جمعية أفلان للتنمية والأعمال الإجتماعية (دوار أفلان)

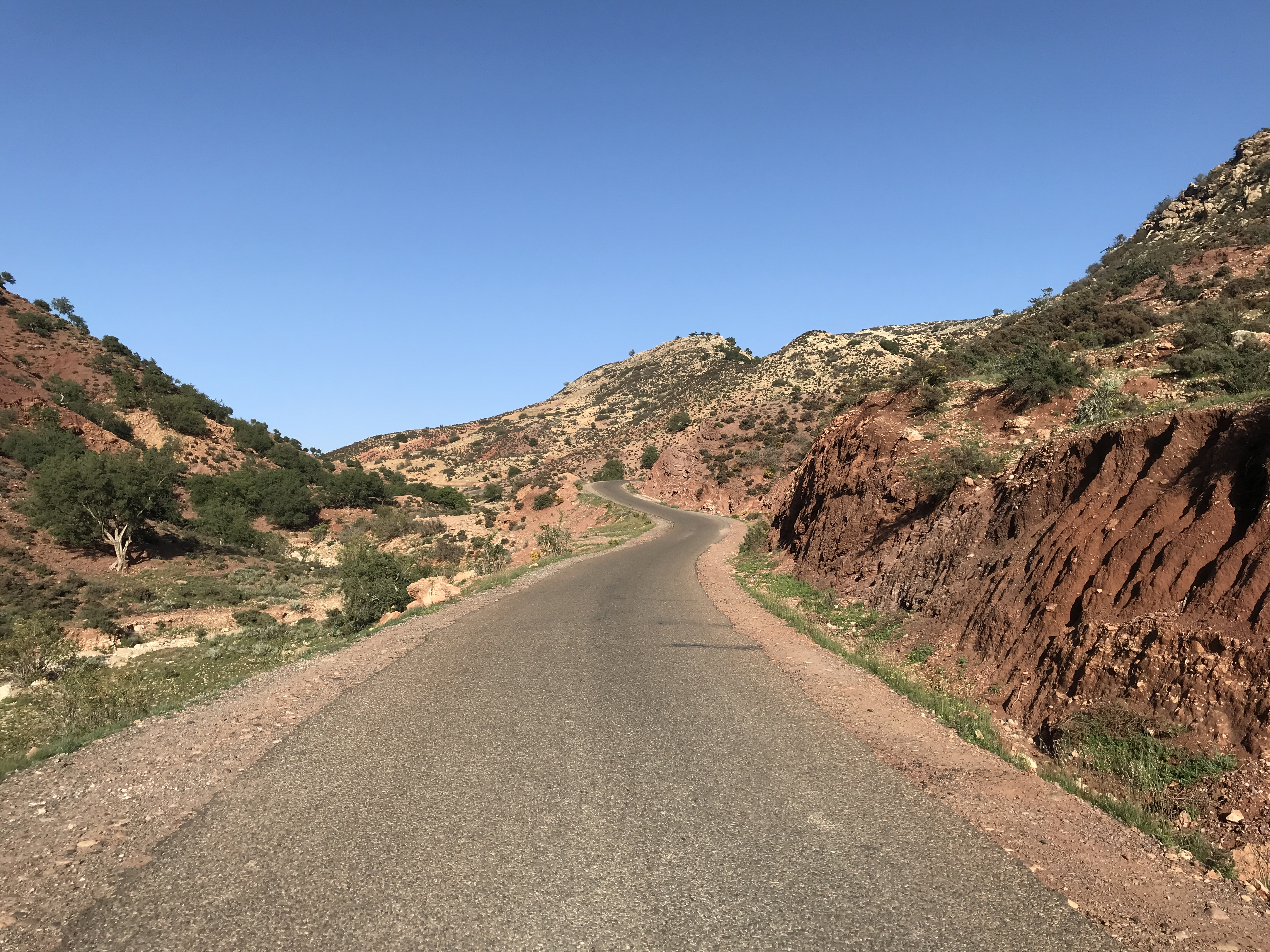
الطريق الإقليمية 1727 الرابطة بين جماعة إيمولاس وتارودانت

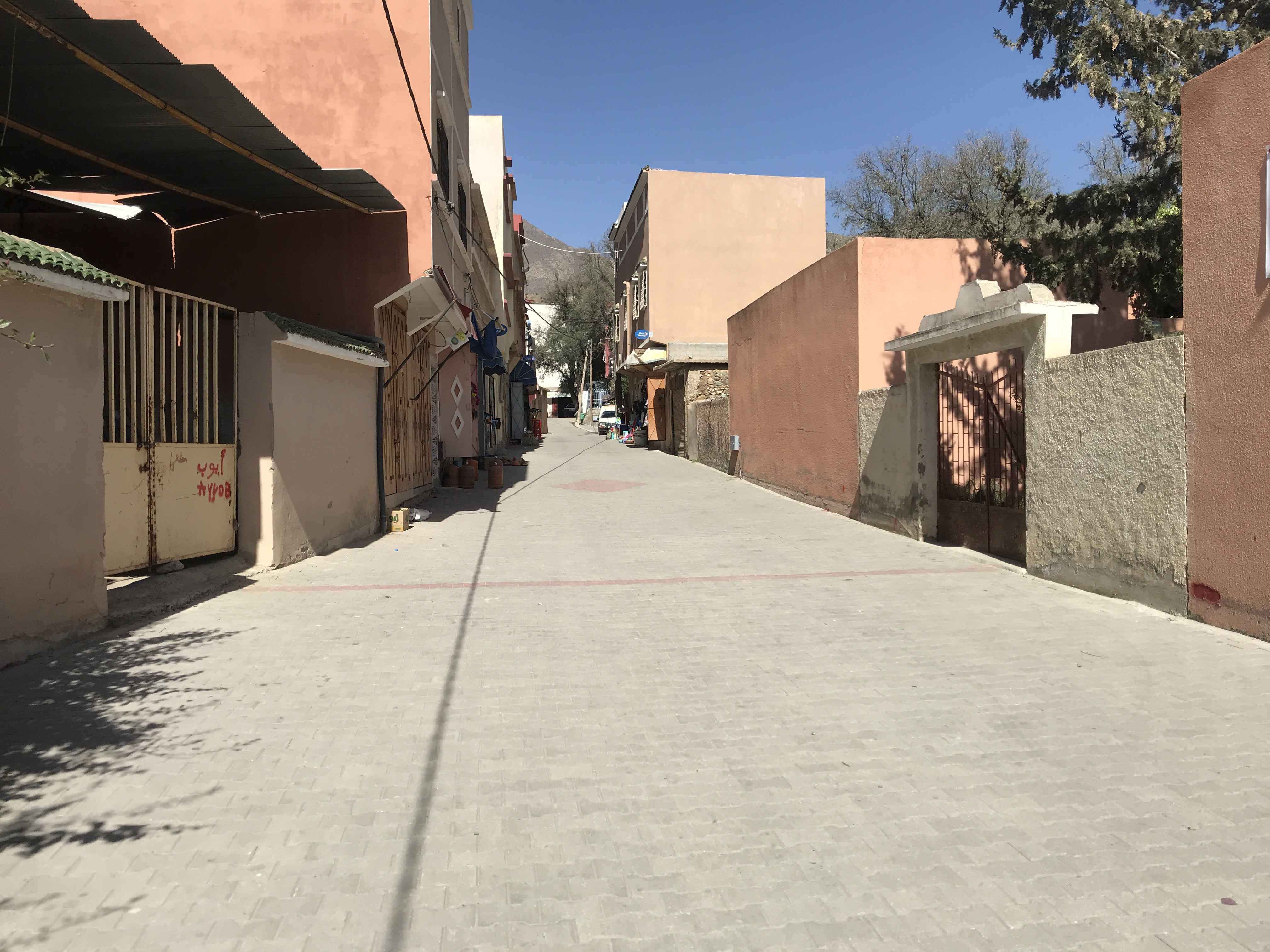
مركز جماعة إيمولاس

## النقل والطرق
ترتبط جماعة إيمولاس بمدينة تارودانت بطريقين مُعبدين بالكامل وهما: الطريق الإقليمية 1727 والتي تنطلق من جماعة إيمولاس وتمر من مركز جماعة تافراوتن ومن هناك إلى تارودانت، أما الطريق الأخرى المختصرة فهي عبارة عن طريق جماعية تربط بين جماعتي إيمولاس وتمالوكت وهي تمر عبر دُوار أفنسو. الطريقين معاً مُعبدين ويستمتع المارين عبرهما بمناظر طبيعية خلابة، لكنهما في حالة غير جيدة على مستوى بعض المقاطع وذلك راجع لطبيعة المنطقة الجبلية وتأثر الطريق عند موسم تساقط الأمطار وما يترتب عنه من جرف للتربة أو إنهيار بعض جنبات الطريق في الأماكن التي تمر منها الشعب المائية.
أما فيما يخص وسائل النقل، فتتكون أساساً من سيارات الأجرة الكبيرة والتي تربط إيمولاس بتارودانت، بالإضافة إلى النقل المزدوج وشاحنات الديهاتس.
وفيما يخص الطرق المؤدية للدواوير، فدواوير (إيمولاس - أفنسو - أسكا - تجاشت أرنكان - زاوية تمسولت) تصلها طرق معبدة. ماعدا الدواوير الواقعة في المناطق الجبلية الشمالية، الوصول إليها يتطلب المرور عبر طرق غير معبدة (إسوال - إكنان - تكنتورت - مكدل - أكرض - إخودامن - أزكور - تسدمرت - تكفلت)

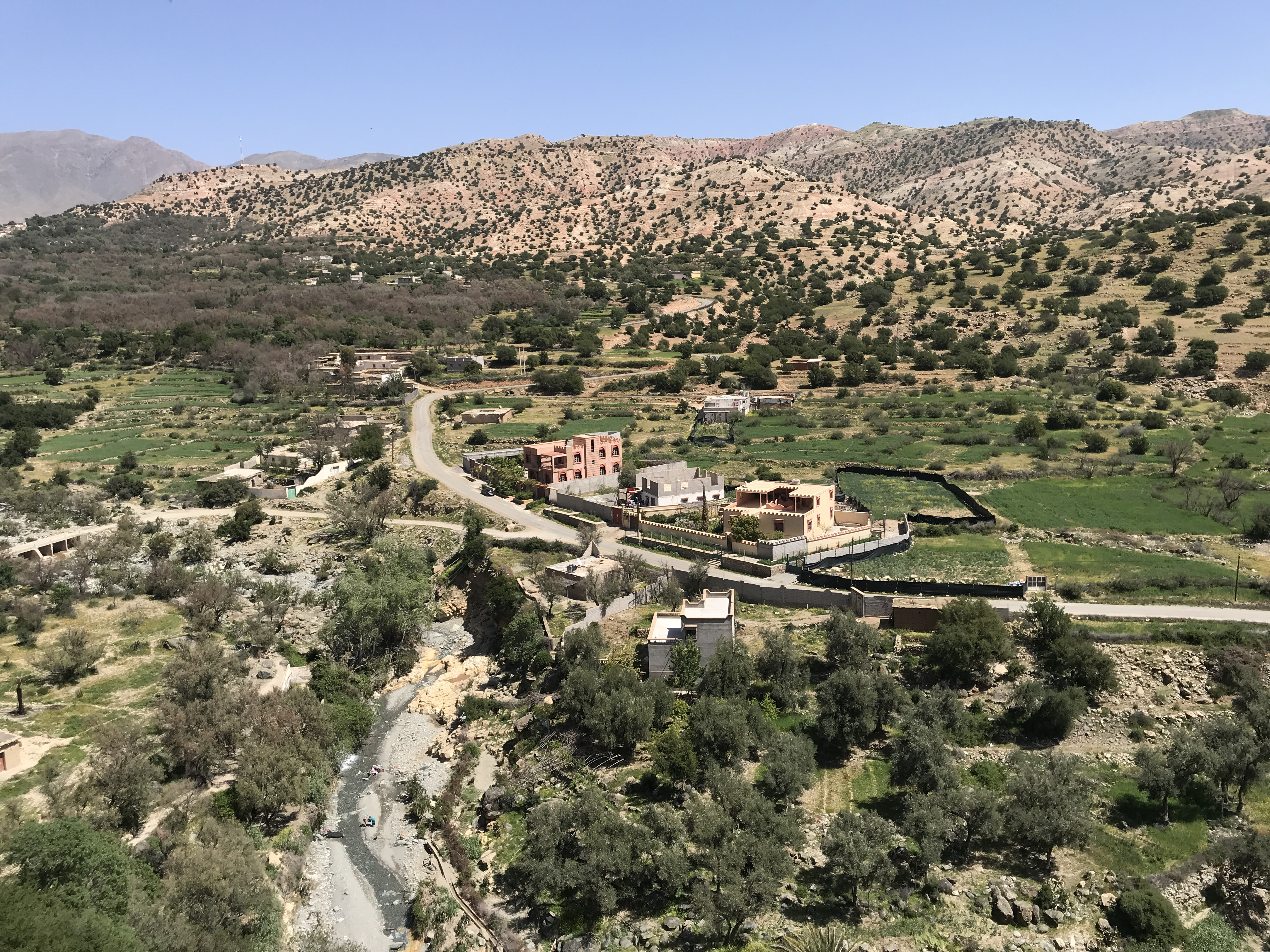
دوار أفنسو الذي يعتبر من بين أهم المناطق السياحية بجماعة إيمولاس

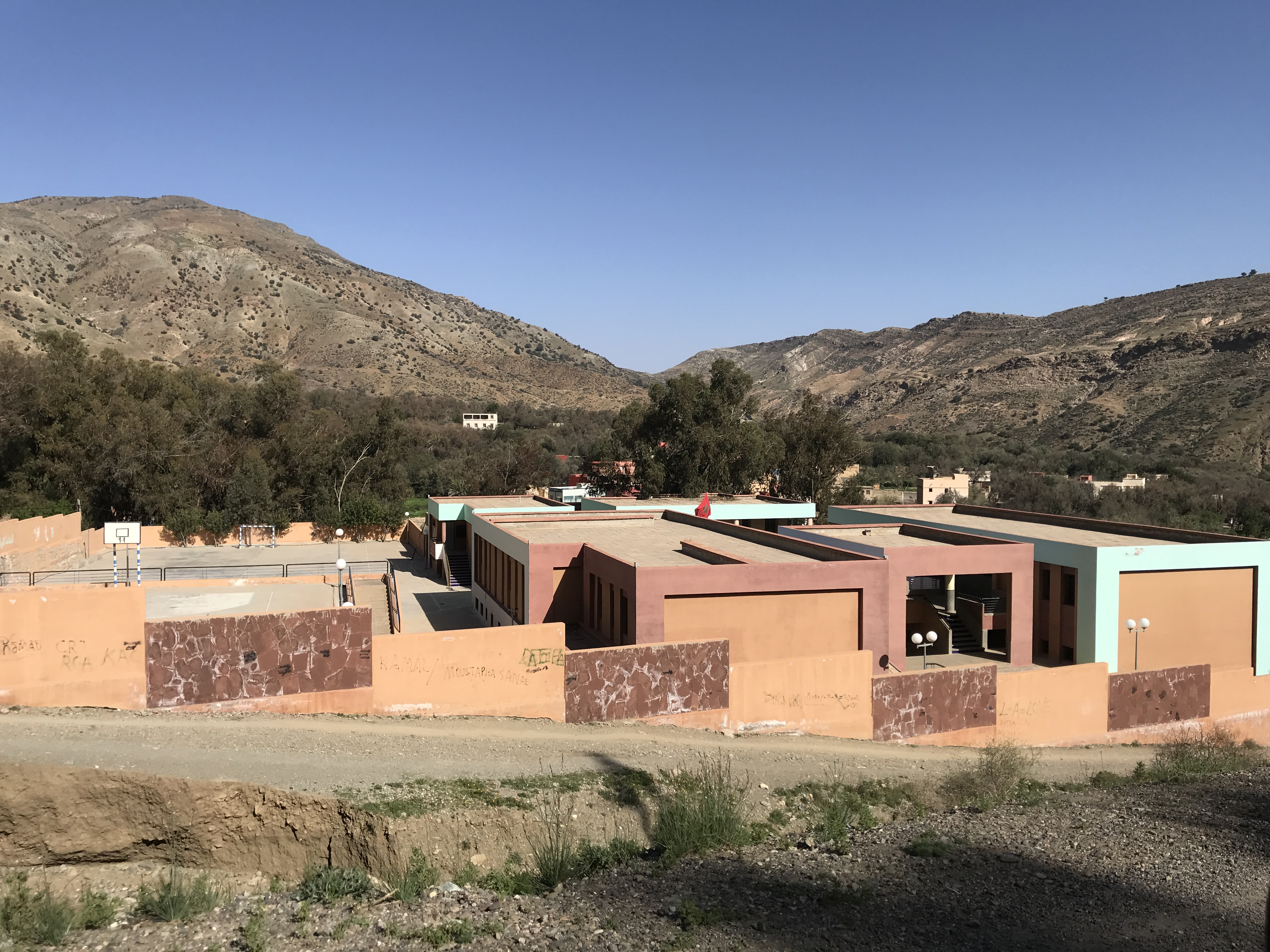
إعدادية إيمولاس

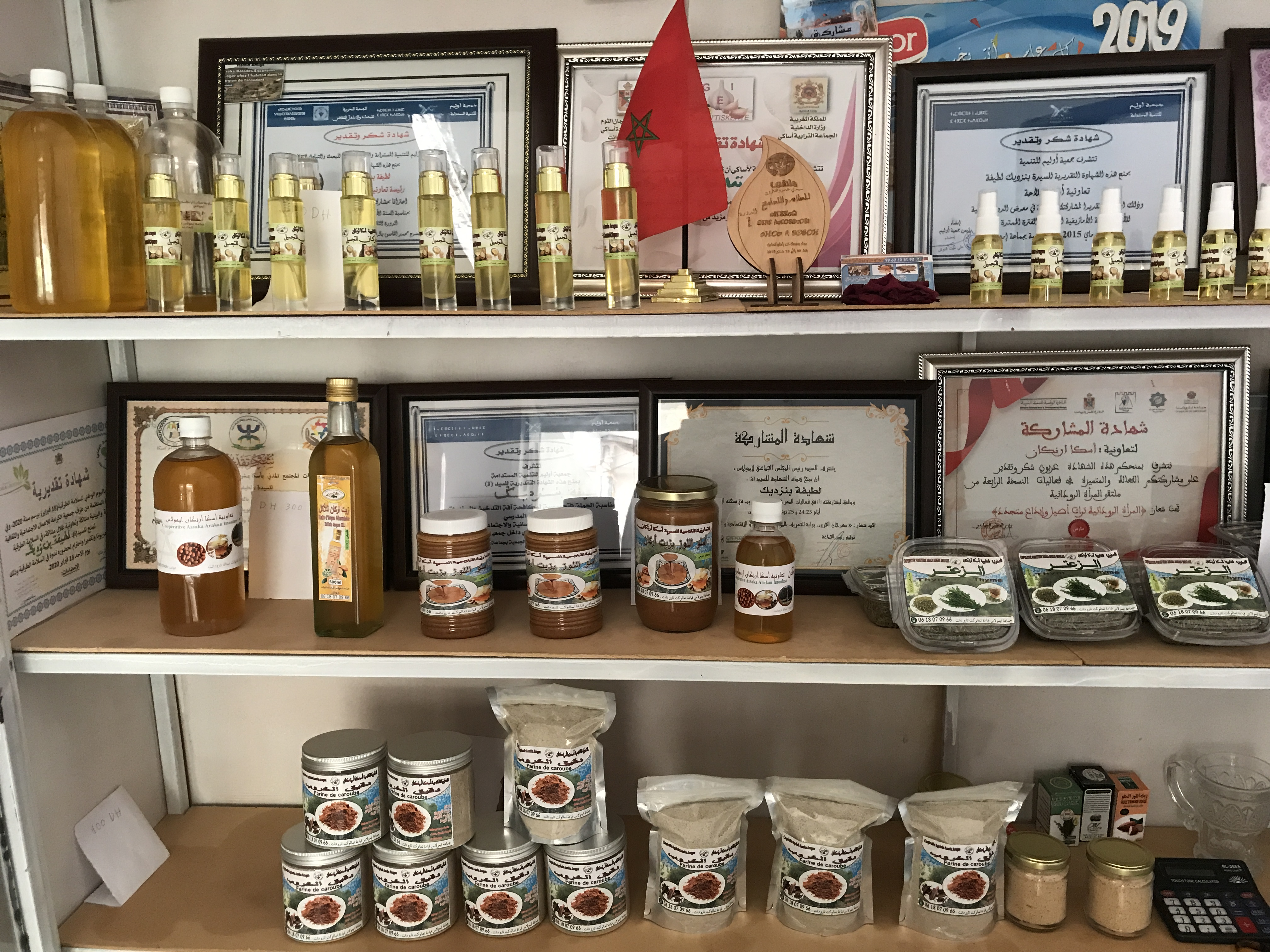
المنتوجات التي يتم إنتاجها من طرف تعاونية أسكا أرنكان بدوار أسكا - جماعة إمولاس

## مركز الجماعة
يتوفر مركز جماعة إيمولاس على مختلف المرافق الضرورية، حيث يوجد به:
- مقر الجماعة
- وكالة بريد المغرب
- المركز الصحي
- السوق الأسبوعي
- مدرسة إبتدائية ومدرسة إعدادية ومدرسة للتعليم العتيق
- دار الطالب والطالبة
- صالونات الحلاقة للرجال
- مختبر تصوير
- صيدلية
- صالة ألعاب وبلياردو
- محلات الجزارة
- مقاهي ومطاعم
- محلات متخصصة في العقاقير ومواد البناء والحدادة
- محلات متخصصة في بيع المواد الغذائية بالتقسيط والجملة

## السياحة
تتوفر جماعة إيمولاس على مؤهلات سياحية رائعة غير أنها تفتقر للبنيات التحتية لإستقبال السياح، حيث يوجد فقط فندق واحد مصنف في فئة ثلاثة نجوم بأفنسو.
تعتبر منطقة أفنسو من أهم المناطق التي تجذب السياح إلى إيمولاس، وهي تضم العديد من البساتين والمناظر الطبيعية. كما يوجد في إيمولاس (مركز الجماعة) مقاهي تتوفر على مسابح خاصة بها ب 10 دراهم للسباحة، أما الدواوير التي تقع بالمناطق الجبلية فهي تتوفر على مناظر بانورامية طبيعية رائعة، خصوصاً بمنطقة مكدل ومنطقة إسوال. تزداد هذه المناطق جمالية أكثر خلال موسم تساقط الثلوج.
يوجد أيضاً بدوار إكنان مسبح كبير مجاني يسمى محلياً بإسم إفري توتاغاط، يتوجه إليه شباب المنطقة خلال فصل الصيف للسباحة، لكن الوصول إلى هناك يتطلب المرور عبر طريق صعبة غير معبدة.

## التعليم
قائمة المؤسسات التعليمية في إيمولاس:
- مجموعة مدارس الأدارسة (المركزية: أكرض / الفرعيات: الخومس - تكنتورت - مشتكات - مكدل - تكفيلت - إخودامن)
- مجموعة مدارس إدريس الأول (المركزية: إمولاس / الفرعيات: أرنكان - إسوال - مليز - تسدمرت - أزكر)
- مجموعة مدارس أفنسو (المركزية: أفنسو / الفرعيات: أسكا - وتكرازن)
- مجموعة مدارس تنفاشت (المركزية: تنفاشت / الفرعيات: تانسيمت - تين مليل - إغيل)
- إعدادية إيمولاس: تم تدشينها في سنة 2014.[5]

يتابع التلاميذ تعليمهم الثانوي في إحدى الثانويات بمدينة تارودانت، كما تتوفر الجماعة على حافلات للنقل المدرسي تعمل على نقل التلاميذ من الدواوير إلى الإعدادية.

## الاقتصاد
تشتهر منطقة إيمولاس بتوافد العديد من السياح المغاربة والأجانب عليها، نظراً لمناظرها الطبيعية الخلابة، كما تشتهر المنطقة بإنتاج الخروب، وبتنظيم المهرجان الإقليمي للخروب الذي يهدف إلى التعريف بالمؤهلات الفلاحية والإقتصادية والسياحية بإيمولاس، وبهدف مساعدة التعاونيات المحلية على إنتاج وتسويق الخروب، تم بناء دار للخروب بدوار أسكا في جماعة إيموس، وتدشينها في سنة 2021، وتضم دار الخروب قاعة عرض المنتوجات، وورشة التلفيف، وورشة التحويل، وورشة الطحن، وفضاء التخزين والتبريد. ومن أشهر التعاونيات التي تنشط بالمنطقة نجد تعاونية أسكا أرنكان المتخصصة في إنتاج زيت أركان وأملو والأعشاب الطبيعية الموجودة بالمنطقة، بالإضافة إلى منتوجات يتم إنتاجها من الخروب.